# التخفي عند الحيوانات

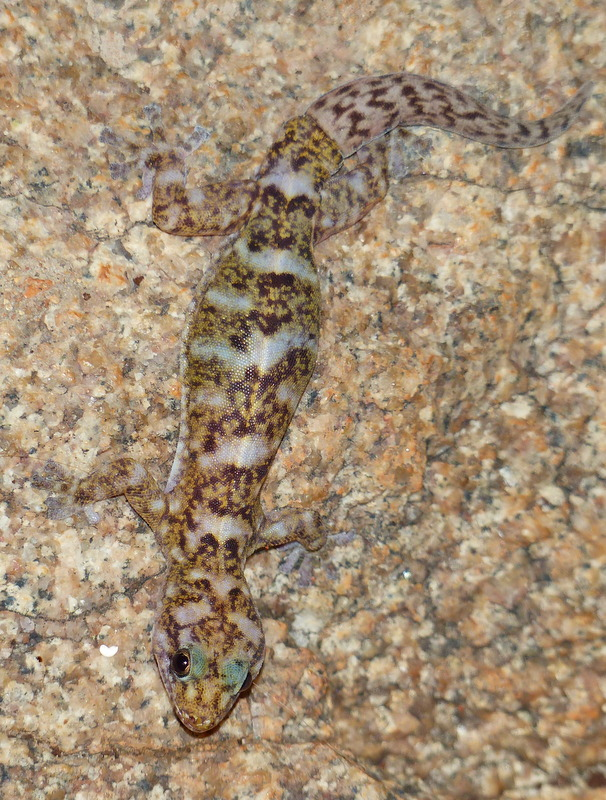

التخفي (بالإنجليزية: Crypsis)‏ هو عبارة عن اختلاط الكائن الحي في الطبيعة وتبادل الالوان ليصبح مثل البيئة المتواجد فيها لهذا يعتبر التخفي أو الإخفاء ظاهرة منتشرة في عالم الحيوان بمختلف أصنافه من طيور وحشرات وأسماك، وهي تعد واحدة من أهم الوسائل الدفاعية من أجل الاستمرار والبقاء في بيئة لا مكان للضعيف فيها، ذلك أنه في جسم الحيوان هناك تجهيزات خاصة، فخلايا الجلد تتغير تبعا للبيئة المتواجد بها، وبهذا يعمد الحيوان إلى التفاعل مع البيئة المحيطة به بفرزه المواد اللازمة لتلوين جلده تماشيا مع محيطه، وبذلك تكون معظم الكائنات تتخذ من التخفي والتخفي وسيلة من أجل إثبات الذات، وذلك بواسطة التمازج مع البيئة المحيطة بها حتى يكاد المرء لا يعرفها أو يميزها على أدق تعبير، فالطبيعة تخفي الكثير الكثير من هذه المخلوقات العجيبة والرائعة.

## الهدف من التخفي
كي تزيد المخلوقات الحيّة من احتمالات بقائها على قيد الحياة، فانها تكيّف نفسها وتناسبها مع البيئة المحيطة بها ومع الظروف الخاصة في كل مكان وآخر. يُعتبر التخفي واحدًا من أفضل وسائل البقاء، فمعظم الكائنات الحيّة تتموه وتتخفى بواسطة التمازج مع البيئة.
يتم التنكر أحيانا بواسطة الألوان والأشكال، يغيّر الكائن الحي مظهره الخارجي كليا كما هو الحال في الحشرات العيدانية، وهي حشرات تشبه أجسادها فروع الأشجار الرفيعة والعيدان في منطقة الأعشاب والشجيرات التي يعيشون في ربوعها.تختلف طرق التنكر بين الحيوانات نفسها والنباتات نفسها فيحتاج الكائن الحي الثقيل والبطيء إلى تخفي يختلف عن حاجة الحيوان السريع، أما الحيوانات التي تعيش مع القطيع تموه نفسها بطريقة تختلف عن طريقة الحيوان الذي يعيش منفردًا وحيدًا، ويُطور الحيوان المكسو بالفرو تخفيا يختلف عن تخفي الكائنات ذات الزعانف والحراشف كذلك تختلف أساليب وطرق التخفي حسب البيئة التي يعيش فيها الكائن الحي.والذي أذهل العلماء التركيب الرائع لطبقات جلد الأخطبوط حيث تختص كل طبقة بمهمة محددة، حيث تقوم طبقة تسمى leucophore والتي تعمل كغطاء أساسي مع طبقة ثانية تدعى chromatophores وهذه الطبقة مملوءة بالصبغات المختلفة الألوان، وطبقة ثالثة تدعى iridophores ومهمتها عكس الضوء بشكل دقيق. وهذه الطبقات تعمل على خداع الفريسة، ومن هنا وجد العلماء أدلة حقيقية على أن الحيوانات تكذب مثل البشر تماماً لتحقيق مصالحها.

## التنكر بتغير اللون
تمتلك الكثير من الزواحف والكائنات البرمائية والأسماك خلايا تسمى تسمى جبيلة اليخضور -الخلايا الملونة- chromatophore. انها خلايا الألوان المتواجدة داخل خلايا جلد هذه الكائنات الحية. في كل خلية كهذه يعمل جهاز تلوين واحد، ولكن قد يمتلك كل كائن حي عددًا من خلايا التلوين المتعددة الألوان وتحيط خلية الألوان عضلة تستطيع الانقباض والارتخاء.
عندما تنقبض العضلة، تندفع الألوان إلى الجزء العلوي من الخلية فيظهر اللون على الجزء الخارجي للكائن الحي. وعندما ترتخي العضلة يعود اللون إلى الجزء التحتي لخلية الألوان، ويختفي عن السطح الخارجي للكائن الحي.
وهكذا يستطيع هذا الكائن الحي أن يبدل ويغير لون جسده بالاستعانة بانقباض العضلات التي تفرز الألوان العديدة وعلى هذا النحو تستطيع كائنات حية مثل الحرباء والرخويات أن تغير الألوان والنماذج التي على سطحها الخارجي.

## أمثلة على الحيوانات التي تستخدم التخفي
- تنين البحر المورق (Leafy sea dragon) وهو كائن أصله من محيطات جنوب أستراليا، اذ يعتبر من أغرب الحيوانات هناك، شكله طويل اذ يبلغ حوالي 34 سنتمتر، وذو هيئة نحيلة. هذا الحيوان مزين بنتوئات تشبه أوراق الشجر الطويل، والذي لا تستعمله في التجذيف أو التحرك وانما في التخفي، وتخفي الحيوانات المفترسة، وكذالك الفريسة.
- الفراشات (The dead leaf butterfly) تم العثور على هذا النوع من الفراشات الجميل في اسيا الاستوائية، وبالتتحديد في الهند واليابان.لدى هذه الفراشات أجنحة متميزة تجعلها تبدو وكانها ورقة على شجرة، وما يزيد الأمر صعوبة في التمييز بينها وبين أوراق الشجرة هو تواجد ثقوب على مستوى الأجنحة.
- الحشرة ورقة المشي والتي تسمى (The walking leaf insect) هو مثال آخر على حشرة التي تبدو للغاية مثل ورقة. ورقة الذيل أبو بريص (leaf tailed Gecko)هو كائن اخر يثقن فن التويه، أصله جزيرة مدغشقر، هنالك ثمانية أنواع من هذا الكائن الخطير، يمكنك أن تنظر اليه وكأنه ورقة فاسدة أو ميتة كأوراق حقيقية.
- الأخطبوط الأخطبوط أو الاخطبوط المقلد، هو حيوان يستطيع أن ينسخ شكل أي شيء يقف عليه، أو حتى تغيير شكله تماما.